# Pierre.dk Autolakering A/S
pierre.dk Autolakering A/S er en dansk virksomhed, der beskæftiger sig med lakkering af biler og lignende. Virksomhedern har afdelinger i Danmark, Sverige og Tyskland.
Koncernen, der har sit hovedsæde i Kolding, blev grundlagt i 1985 af Pierre Legarth, der fortsat er formand i virksomhedens bestyrelse.
I foråret 2016 blev pierre.dk Autolakering A/S en del af Intelligent Repair Solutions Holding GmbH, som ud over ledelsen har Ufenau Capital Partners som aktionærer.
Koncernen beskæftiger samlet mere end 500 medarbejdere.